# طعم عسل
طعم عسل (انگلیسی: A Taste of Honey) یک فیلم درام بریتانیایی به کارگردانی تونی ریچاردسون است که در سال ۱۹۶۱ به نمایش درآمد. از بازیگران آن می‌توان به دورا برایان اشاره کرد.
این فیلم بر پایه نمایشنامه‌ای به همین نام اثر شیلا دلانی ساخته شده است.